# Chagatai
Chagatai, o Chagatai Kan (también escrito Chagatay, Djagatai, Chaghadai o Tschagatai), (ca. 1183 muerto en 1241 o 1242), fue el segundo hijo de Gengis Kan y primer Kan (emperador) del kanato que llevaría su nombre, el Kanato de Chagatai.
Ayudó a su padre en la conquista de gran parte de Asia. En el reparto de los territorios sometidos le correspondió el Asia Central, con los territorios entre los ríos Amu-Daria y Sir-Daria (la denominada Transoxiana) y los territorios del Turquestán hasta los montes Altái, (es decir, casi la totalidad del territorio de los cinco estados modernos del Asia Central, más la actual región de Sinkiang). La capital de sus dominios fue Almarij, cerca de la actual Kuldja (I-ning), en el Sinkiang occidental. Si bien gobernaba sus territorios, actuaba siempre sumiso a la dignidad del Gran Kan, ya fuese en la figura de su padre, o en la del sucesor de este, su hermano Ogodei. Los territorios bajo su dominio después se convertirían en el Kanato de Chagatai, un Estado descendiente del Imperio Mongol.
Es considerado el más terco y belicoso hijo de Gengis Kan. Durante el sitio de Urgench, entra en conflicto con su hermano mayor Jochi. La rivalidad entre ambos continuaría por el resto de sus vidas y debido a ello Gengis Kan nombraría como sucesor a su tercer hijo Ogodei.

## El kanato de Chagatai después de 1241
A la muerte de Chagatai, en el año 1241, el territorio que controlaba, denominado Ulús o Kanato de Chagatai, pasó a manos de su pariente Kaidu, quien combatió contra el Gran Kan Kublai debido al giro hacia la cultura china que promovió Kublai, en lugar de conservar las tradiciones mongolas. A la muerte de Kaidu, el uluss volvió a pasar a manos de sus descendientes.
Entre 1334 y 1344, graves desórdenes en el kanato llevaron a la división en dos regiones separadas: el Janato Chagahaida del Este, y el Ulús Chaghadai.
En el año 1369, Tamerlán conquistó el Kanato de Chagatai en un intento de reconstruir el Imperio mongol.

## Lista de khanes Chagatai
- Chagatai khan (1228-1242)
- Qara Hülegü (nieto del anterior) (1242-1246)
- Yesu Mongke (hermano) (1246-1251)
- Qara Hülegü (segundo período) (1251-1254)
- Mubarak Shah (hijo) (1254-1260), convertido al islam
- Arghanah Jatun (regente) (1254-1260)
- Alghun (nieto de Chagatai) (1260-1263 o 1264)
- Mubarak Shah (segundo período) (1263 o 1264)
- Giyat al-Din Baraq (1264-1271)
- Quiqpei (nieto de Chagatai) (1271-1272)
- Buka Timur (bisnieto de Chagatai) (1272-1274)
- Tuva (hijo de Baraq) (1291-1306 o 1307)
- Kondjek (hijo) (1306 o 1307-1308)
- Taliqu Kizr Jan (descendiente de Chagatai) (1308-1309)
- Kebek (hijo de Tuwa) (1309)
- Esen Buqa I (1309-1318)
- Kebek (segundo período) (1318-1326)
- Eljigitei (hermano) (1326-1330)
- Buzan (nieto de Tuva) (1330)
- Dura Timur (hermano) (1330-1332)
- Ala al-Din Tarmashirin (hermano) (1332-1334)

### Kanato Occidental de Chagatai
- Changshi (1334-1338)
- Yesun Timur (1338-1342)
- Ali Sultan (1338-1342)
- Muhammad I ibn Pulad (1342-1343)
- Qazan Jan ibn Yasaur (1343-1346)
- Danishmendi (1346-1348)
- Bayan Quli (1348-1358)
- Shah Timur (1358)
- Tughluq Timur (de Mogulistan 1348-1363) (1358-1363)
- Ilyas Khodja (de Mogulistan 1363-1368) (1363-1368)
- Adil Sultan (1363)
- Jabul Shah (1364-1370)
- Suurgatmish (1370-1388)
- Sultan Mahmud (Mohammed II) (1388-1402), sucedido por los timúridas.

### Kanato de Qaidu
- Qaidu (1262-1301/1303)
- Chapar (1301/1303-1306)